# 阪田マリン
阪田 マリン（さかた マリン、2000年〔平成12年〕12月22日 - ）は大阪府出身の「ネオ昭和アーティスト」、インフルエンサー、歌手である。本名は阪田茉鈴（読みは同じ）。身長167cm、血液O型。特技は竹馬。
現在の所属レーベル（所属事務所）は GIZA studio 。自身では昭和を生きた経験が全く無いが、X（旧Twitter）やInstagramで多くの昭和時代の魅力を発信しながら、日本各地で幾つものイベントを開催し、また各種企業とのコラボレーションを行う。

## 経歴
中学校2年生時に祖母の家に遊びに行った際に旧式のレコードプレーヤーに出逢い（祖母は「もういい加減、処分しよう」と思っていたそうだが）、使い方を教えてもらい、父親が昔買ったチェッカーズの「Song for U.S.A.」のシングル盤をかけ、出て来た音に大いに衝撃を受ける（それまでは「昭和」等の昔の事にはまったく興味がなかった由）。それをきっかけに次々に「昭和の全て」にのめり込むようになった。
2023年4月29日の（昭和98年にあたる）「昭和の日」には、吉田カレンと組んだユニット、「ザ・ブラックキャンディーズ」としてデビュー曲「⾬のゴールデン街」を配信リリースした。
2024年9月9日に第二弾「青いたそがれの御堂筋」をリリースすることが、同年8月23日に公表された。

## 出演

### TV
- 船越英一郎の昭和再生ファクトリー[15]（BS12 トゥエルビ）
- マツコの知らない世界[16]（2023年11月14日、『昭和レトロ喫茶店の世界』）
- 全国賃貸オーナーズフェスタ2024×ご当地サタデー年末年始SP（2024年12月21日）
- 『もうすぐ放送100年！大みそかスペシャル』（NHK総合、2024年12月31日）

### ラジオ
- 阪田マリンの愛・夢・伝・説 ♡[17]（初の冠番組。ラジオ関西での ポッドキャスト 。毎週月曜日17時頃に更新）
- Clip（木曜パーソナリティ、ラジオ関西、2025年4月3日 - ）

### CM
- ウテナ モイスチャー[18]

## 出版物

### 写真集
- 『今って昭和99年ですよね？』（2024年6月12日、KADOKAWA）ISBN 978-4-0460-6750-0 。
  - あえて全編がフィルムカメラ〔銀塩カメラ〕で撮影されている。